# Pardosa roeweri
Pardosa roeweri là một loài nhện trong họ Lycosidae.
Loài này thuộc chi Pardosa. Pardosa roeweri được Ehrenfried Schenkel-Haas miêu tả năm 1963.